# O Seong-sik
O Seong-sik (오성식?; Pusan, 12 settembre 1970) è un ex cestista sudcoreano.